# ArenaBowl XXIX
Match précédent Match suivant
L'ArenaBowl XXIX était le match de championnat de la saison 2016 de l'Arena Football League. Il a été joué entre le champion de la conférence américaine. le Soul de Philadelphie et le champion de la conférence nationale, les Rattlers de l'Arizona. Le jeu a eu lieu à la Gila River Arena à Glendale, en Arizona, le 26 août 2012, devant 13 390 spectateurs.
C’était la dixième apparition en ArenaBowl des Rattlers et la quatrième de Philadelphie. C'était la deuxième victoire de Soul à l'ArenaBowl.
Le match a été disputé à la Gila River Arena de Glendale car la Talking Stick Resort Arena, où se trouvent habituellement les Rattlers, était le site d'un match de la WNBA opposant Phoenix Mercury et Dallas Wings le même jour,,.
C'était la troisième fois consécutive que l'ArenaBowl était télévisé sur ESPN. 
Le Soul de Philadelphie a terminé la saison régulière avec un bilan de 13–3 et était tête de série numéro 1 de la conférence américaine. Philadelphie a ensuite battu le Storm de Tampa Bay en demi-finale de la conférence américaine et les Sharks de Jacksonville au championnat de la conférence américaine. Les Rattlers ont terminé la saison régulière avec un bilan de 13–3 également et la tête de série numéro un de la conférence nationale. Les Rattlers ont ensuite battu le Steel de Portland en demi-finale de la conférence nationale et les Gladiators de Cleveland au championnat de la conférence nationale.

## Sommaire du match
Le wide receiver de Philadelphie, Shaun Kauleinamoku, mène les stats des receveurs avec huit réceptions pour 110 yards et trois touchdowns. Le WR des Rattlers, Maurice Purify, a neuf réceptions pour 126 yards et deux touchdowns.
Le quarterback de Soul, Dan Raudabaugh, a terminé le match en complétant 20 passes sur 36 pour un total de 278 yards et six touchdowns. Nick Davila, celui des Arizona Rattlers, a complété 23 de ses 38 passes pour un total de 281 yards et quatre touchdowns.

### Récompenses du match
Under Armour joueur offensif du match: Maurice Purify, Arizona, WR 
Riddell joueur défensif du match: Tracy Belton, Philadelphie, DB
AFL Playmaker: Shaun Kauleinamoku, Philadelphia, WR
Cutter's réception du match: Shaun Kauleinamoku, Philadelphie, WR, réception de TD de 30 yards à 3:55 au 4e QT
AFL fait saillant du match: Dwayne Hollis, Philadelphie, DB, fumble récupéré et TD de 49 yards au 1er QT
MVP: Shaun Kauleinamoku, Philadelphie, WR 

## Évolution du score
| Temps           | Description des actions                                                                            | Score E1-E2 | Score E1-E2 |
| --------------- | -------------------------------------------------------------------------------------------------- | ----------- | ----------- |
| 1er Quart-temps | |             |             |
| 12:36           | TD de 16 yards par Reynolds suite d'une passe de Raudabaugh (PAT de Frevert)                       |             | 7-0         |
| 09:00           | Fumble retourné pour 49 yards par Hollis (PAT de Frevert)                                          |             | 14-0        |
| 07:55           | Net recovery de Belton (PAT de Frevert)                                                            |             | 21-0        |
| 05:24           | TD de 16 yards par Purify suite d'une passe de Davila (PAT de Pertuit)                             |             | 21-7        |
| 01:20           | TD de 22 yards par McDaniel suite d'une passe de Raudabaugh (PAT de Frevert)                       |             | 28-7        |
| 2e Quart-temps  | |             |             |
| 13:54           | TD de 1 yard à la course par Benson (PAT de Pertuit)                                               |             | 28-14       |
| 11:14           | TD de 25 yards par Reynolds suite d'une passe de Raudabaugh (PAT de Frevert)                       |             | 35-14       |
| 00:02           | TD de 1 yard à la course par Benson (PAT de Pertuit)                                               |             | 35-21       |
| 3e Quart-temps  | |             |             |
| 12:24           | TD de 3 yards par Windsor suite d'une passe de Davila (PAT de Pertuit)                             |             | 35-28       |
| 04:38           | TD de 12 yards par Kauleinamoku suite d'une passe de Raudabaugh (PAT de Frevert)                   |             | 42-28       |
| 03:01           | TD de 2 yards par Windsor suite d'une passe de Davila (PAT de Pertuit)                             |             | 42-35       |
| 4e Quart-temps  | |             |             |
| 14:50           | TD de 6 yards par Purify suite d'une passe de Davila (PAT de Pertuit)                              | Égalité     | 42-42       |
| 10:27           | TD de 11 yards par Kauleinamoku suite d'une passe de Raudabaugh (PAT de Frevert bloqué)            |             | 48-42       |
| 04:04           | TD de 30 yards par Kauleinamoku suite d'une passe de Raudabaugh (conversion de 2 pts par McDaniel) |             | 56-42       |

## Les équipes en présence
| Joueur             | Position | Université               |
| ------------------ | -------- | ------------------------ |
| Beau Bell          | LB       | UNLV                     |
| Tracy Belton       | DB       | Massachusetts            |
| Harvey Binford     |          | Lindenwood (MO)          |
| Patrick Clarke     |          | Buffalo                  |
| Richard Clebert    | OL/DL    | South Florida            |
| Luke Collis        | QB       | Occidental College (CA)  |
| Sean Daniels       |          | Temple                   |
| Chris Duvalt       | WR       | Illinois                 |
| Tommy Frevert      | K        | Northwest Missouri State |
| Joe Goosby         | LB       | Tulane                   |
| Dwayne Hollis      |          | North Carolina Wesleyan  |
| Ted Jennings       |          | Connecticut              |
| Torez Jones        |          | Western Carolina         |
| Shaun Kauleinamoku | WR       | Western Oregon           |
| Justin Lawrence    | FB/LB    | Morgan State             |
| Wesley Mauia       | FB/LB    | Western New Mexico State |
| Ryan McDaniel      | WR       | Samford                  |
| Jake Metz          |          | Shippenburg State (PA)   |
| Keith Newell       |          | Delaware State           |
| Lonnie Outlaw      |          | Miles College (AL)       |
| Dan Raudabaugh     | QB       | Miami (OH)               |
| Darius Reynolds    | WR       | Iowa State               |
| Jeramie Richardson | FB/LB    | Angelo State (TX)        |
| James Romain       | DB       | Delaware State           |
| Adam Smith         |          | Western Kentucky         |
| LaRico Stevenson   | DB       | West Georgia             |

| Joueur            | Position | Université                |
| ----------------- | -------- | ------------------------- |
| Anthony Amos      |          | Middle Tennessee State    |
| Mykel Benson      | FB/LB    | Florida A&M               |
| Damien Borel      |          | Butte CC (CA)             |
| Shane Boyd        | QB       | Kentucky                  |
| Arkeith Brown     | WR/DB    | Texas A&M                 |
| Dan Buckner       |          | Arizona                   |
| Allen Chapman     |          | Kansas State              |
| Nick Davila       | QB       | Cincinnati                |
| Chase Deadder     | WR       | Sacramento State          |
| Cliff Dukes       | DL       | Michigan State            |
| Marquis Floyd     | DB       | West Georgia              |
| Rodney Fritz      | DL, DE   | Tennessee State           |
| Tyre Glasper      | OL/DL    | North Carolina            |
| Anttaj Hawthorne  | DT       | Wisconsin                 |
| Keiron Jones      |          | Southeastern Louisiana    |
| Jeremy Kellem     | DB, DS   | Middle Tennessee State    |
| Jimmy Legree      |          | South Carolina            |
| Leon Mackey       |          | Texas A&M                 |
| Joe Matthews      |          | New Mexico State          |
| Chris McAllister  |          | Baylor                    |
| Chris McCallister |          | Baylor                    |
| KJ Morton         | DB       | Baylor                    |
| Al Phillips       | DB       | Wagner                    |
| Maurice Purify    | WR       | Nebraska                  |
| Kerry Reed        | WR       | Michigan St.              |
| Dionte Savage     |          | Oklahoma                  |
| Michael Simons    |          | Central Connecticut State |
| Markus Smith      |          | Nevada                    |
| Kenny Spencer     | K        | North Alabama             |
| Dimetrio Tyson    |          | Jacksonville State        |
| Luis Vasquez      | DL       | Arizona State             |
| Mike Washington   | WR       | Hawai`i                   |
| Rod Windsor       | WR       | Western New Mexico State  |
| Alex Zendejas     |          | Arizona                   |

## Statistiques par équipe
| Données                   | Philadelphie | Arizona |
| ------------------------- | ------------ | ------- |
| 1er Downs                 | 18           | 23      |
| Yards à la course         | 15           | 2       |
| Yards à la passe          | 278          | 281     |
| Fumbles/Perdu             | 1/1          | 3/3     |
| Yards en retour de Fumble | 49           | 8       |
| Pénalités/Yards           | 9/44         | 6/55    |
| Temps de possession       | 30:33        | 26:51   |
| Conversion de 3e Down     | 3/6          | 1/3     |
| Conversion de 4e Down     | 2/3          | 0/1     |